# Europäisches Praxisassessment
Das Europäische Praxisassessment (EPA) ist ein Qualitätsmanagementsystem, das einen kontinuierlichen Qualitätsprozess in Arztpraxen unterstützt. Es ist konzipiert, die spezifische Arbeitsweise von niedergelassenen Ärzten zu berücksichtigen und die Praxis als „lernendes System“ zu verstehen. EPA ist ein prozessorientiertes, am Demingkreis ausgerichtetes Qualitätsmanagementsystem speziell für niedergelassene Ärzte und basiert, im Unterschied zu anderen Systemen, nicht auf einem Qualitätsmanagement-Handbuch, sondern auf Indikatoren. Bei diesen Indikatoren handelt es sich um messbare Größen, die erlauben, einen Ist-Zustand zu charakterisieren und ein angestrebtes Ziel zu formulieren.

## Entstehung
Der ursprüngliche Kern des Europäischen Praxisassessments ist eine Sammlung von Indikatoren und Instrumenten, die wesentliche qualitätsrelevante Eigenschaften einer niedergelassenen Arztpraxis beschreiben sollen. Diese sind in einem mehrjährigen (2000–2005) Entwicklungs- und Validierungsprozess in Zusammenarbeit verschiedener medizinischer Fakultäten und Praktiker entstanden.
Die internationale Zusammenarbeit in der Entwicklungsphase wurde unterstützt durch die Bertelsmann Stiftung in Gütersloh. Nach Veröffentlichung der ersten Version der Indikatoren haben sich die Entwickler in der „TOPAS-Europe Association“ zusammengeschlossen, um die Indikatoren und Instrumente regelmäßig zu aktualisieren. Darüber hinaus sollen auf Basis des Systems Forschungsprojekte initiiert werden, um die Wirksamkeit qualitätsfördernder Interventionen und die Bedeutung der gesundheitspolitischen Rahmenbedingungen zu messen.

## Praktische Umsetzung
Der Zusammenhang der Umsetzung ist in den einzelnen Ländern unterschiedlich: Während die EPA-Indikatoren und Instrumente in den Niederlanden als ein Teil des Re-Akkreditierungssystems für niedergelassene Ärzte Verwendung finden, werden sie in Deutschland als Teil eines Qualitätsmanagementsystems für niedergelassene Arztpraxen eingesetzt. Hierzu hat die für die Umsetzung in Deutschland zuständige AQUA-Institut GmbH zusätzliche Elemente (Online-Benchmarking, Workshops, Umsetzungshilfen) entwickelt, die dabei helfen, die EPA-Indikatoren für den Aufbau eines einrichtungsinternen Qualitätsmanagementsystems zu nutzen.

## EPA International
Unter der Leitung von R. Grol (WOK, NL) beteiligten sich die folgenden Institutionen an der Erforschung und Entwicklung im Rahmen der European Practice Assessment Study (EPA):
- ANAES, Paris (F)
- AQUA-Institute on Applied Quality Improvement and Research in Health Care, Göttingen (D)
- Centre for Quality of Care Research (WOK), University of Nijmegen/University Maastricht (NL)
- Department of Gen. Pract., University of Wales College of Medicine, Cardiff (UK)
- Flemish Institute of General Practice WWVH, Antwerp (B)
- National Primary Care Research and Development Centre NPCRDC, Manchester (UK)
- swisspep Institute for Quality and Research in Healthcare, Bern (CH)

## Andere Qualitätsmanagementsysteme
Ähnliche Systeme wurden entwickelt von
- EFQM European Foundation for Quality Management
- KTQ Kooperation für Transparenz und Qualität im Gesundheitswesen
- DIN EN ISO 9000 Qualitätsmanagementnorm
- KPQM 2006 QM-System der Kassenärztlichen Vereinigung Westfalen-Lippe
- QEP Qualitätsmanagement-System der Kassenärztlichen Bundesvereinigung (KBV)
- ÖQM-System der Österreichischen Ärztekammer